# Шполянская, Фанни Борисовна
Фа́нни Бори́совна Шполя́нская (1901, Ялта, Таврическая губерния — 9 мая 1920, Симферополь) — подпольщица, участница подпольной большевистской организации в Симферополе. Участница Гражданской войны в Крыму.

## Биография
Родилась в 1901 году в Ялте в еврейской семье, её отец — одесский мещанин Борис Срулевич-Йосевич Шполянский — был рабочим-механиком, мать — Хая-Рысл (Хая-Рысля) Шполянская. В 1906 году семья переехала в Симферополь, где Фанни училась в школе.
В 1919 году Шполянская вступила в комсомольскую организацию и стала участвовать подпольной деятельности. Собирала данные о деятельности белогвардейцев, держала связь с заключёнными и пленными большевиками, распространяла пропагандистские материалы. Являлась связной между областным и городским комитетами РКП(б).
17 апреля 1920 года Шполянская участвовала в совещании симферопольского горкома партии и горкома комсомола на окраине города, где обсуждался план освобождения арестованных большевиков. Все присутствовавшие на собрании были арестованы белогвардейцами. В плену подвергалась пыткам. Часть допросов проходила в доме № 2 на Фонтанной, где располагалась гостиница «Ялта», а в период гражданской войны здание занимала белогвардейская контрразведка.
5 мая 1920 года военно-полевой суд при штабе Добровольческого корпуса вынес ряду его членов, в том числе и Шполянской, смертные приговоры.
9 мая 1920 года члены отряда Шнейдера расстреляли её и Евгению Жигалину на еврейском кладбище Симферополя.

## Память

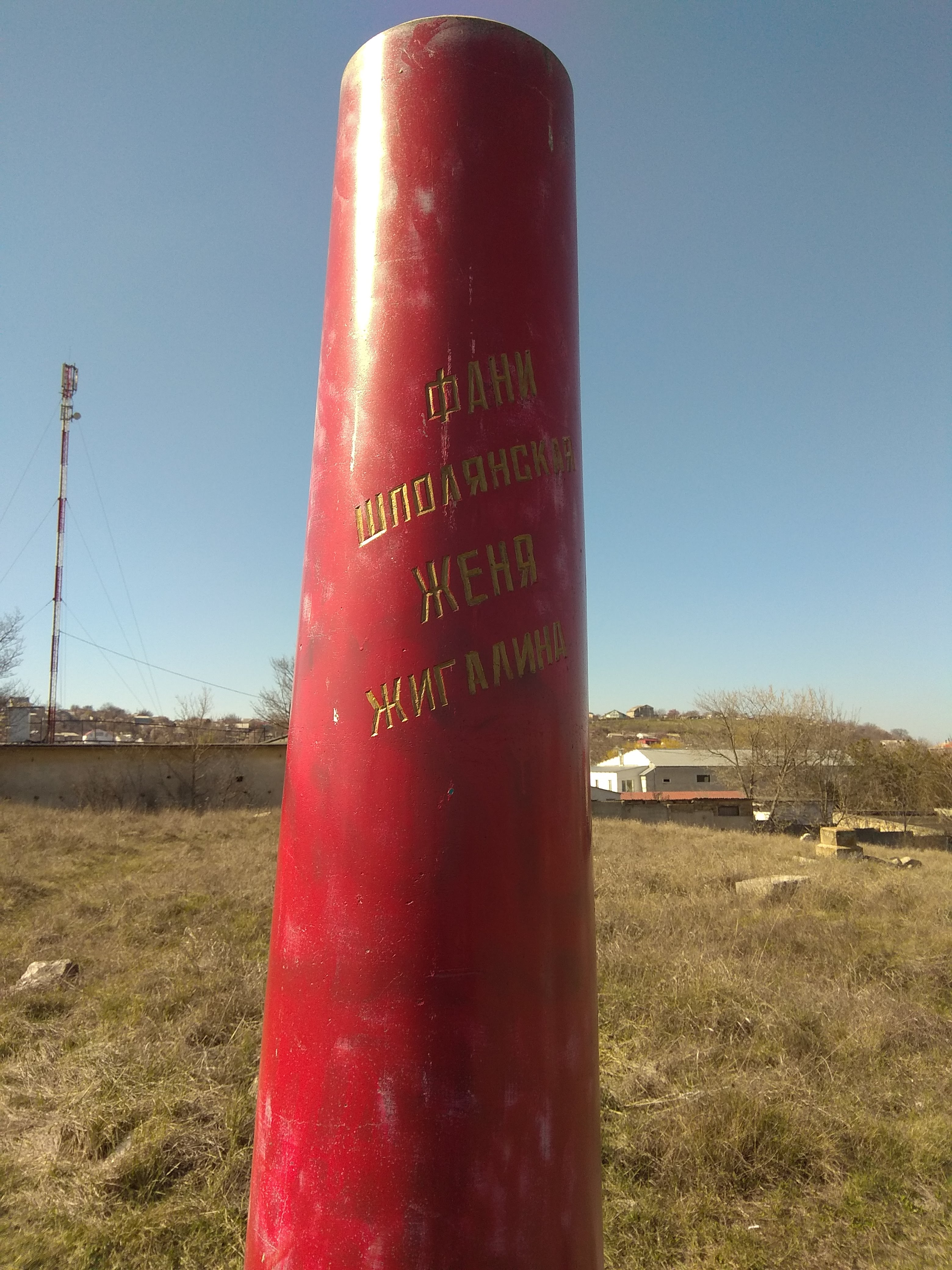
Могила Жигалиной и Шполянской, 2019 год

В 1936 году улица Горького (ранее — Султанская) на окраине уже не соответствовала статусу умершего классика. Его именем названа улица Советская в центре (бывшая Дворянская). А бывшая Султанская была названа улицей в честь Фанни Шполянской.
В 1950 году на месте казни Жигалиной и Шполянской на еврейском кладбище была возведена стела-памятник цилиндрической формы из шлифованного диорита, высотой 2,45 метра. На постаменте памятника указано: «Героические подпольщицы, расстрелянные белогвардейцами после жестоких пыток 6 мая 1920 г.».
Приказом Министерства культуры Украины от 14 августа 2013 года № 757 могила Жигалиной и Шполянской как памятник истории вошла в Реестр памятников местного значения.
Мемориал неоднократно подвергался актам вандализма. К 2019 году кладбище было заброшено и пришло в упадок. Всекрымский еврейский конгресс Республики Крым и Севастополя выступал с предложением взять кладбище и памятник на свой баланс.